# Burstyn Motorgeschutz
Burstyn Motogeschütz (с нем. — «моторное орудие Бурстина») — один из первых в мире проектов гусеничной бронированной боевой машины, разработанный австрийским офицером Гюнтером Бёрстином (Günther Burstyn) в 1911 году. Несмотря на инновационный характер конструкции, проект так и не был реализован в металле в довоенный период и остался на стадии чертежей и модели.

## История создания
Бурстин, Гюнтер, лейтенант инженерных войск армии Австро-Венгрии, вдохновился концепцией гусеничной самоходной техники после ознакомления с американским трактором Holt. Он предложил использовать гусеничное шасси для создания бронированной машины, способной преодолевать окопы, нести артиллерию и защищать экипаж от стрелкового оружия.
Идея создания бронемашины с гусеничным движителем пришла Гюнтеру Бёрстину в 1911 году. Он был офицером артиллерии и инженером по образованию, и уже тогда осознавал ограниченность традиционной кавалерии и уязвимость пехоты в условиях огня с применением пулемётов.
Одним из источников вдохновения для Бурстина стал Austro-Daimler Panzerwagen — первый австро-венгерский бронеавтомобиль, созданный в 1905 году. Он представлял собой бронированное колесное транспортное средство с вооружением, способное поддерживать пехоту. Однако его проходимость по пересечённой местности была ограниченной, что и побудило Бёрстина задуматься о гусеничной машине с улучшенной манёвренностью и проходимостью.
Бёрстин взял идею бронированного корпуса и вооружения, но решил объединить их с гусеничным ходом, что сделало бы машину универсальной для боя в любых условиях. Таким образом, Burstyn Motogeschütz стал одним из первых в истории проектов танка с полностью поворотной башней и бронёй.
В 1911 году Бёрстин завершил проектирование и построил небольшую модель машины. Он представил идею военному руководству Австро-Венгрии, а также обратился в Германию, однако в обоих случаях его предложение было отвергнуто. Основной причиной отказа послужило непонимание потенциала нового вида оружия и скептицизм в отношении гусеничного привода.

## Конструкция
Подробную конструкцию Motorgeschutz описать нельзя, Поскольку Бурстину не разрешили её запатентовать, Поэтому Гюнтер сделал только краткий Патент
Проект Burstyn Motogeschütz предусматривал: Гусеничное шасси, обеспечивающее высокую проходимость по пересечённой местности. Полностью бронированный корпус, защищающий экипаж. Поворотную башню, которая могла вращаться примерно на 300 градусов. Скорострельную пушку. Четыре выдвижные боковые «опоры» или «стабилизаторы» — металлические балки, которые могли раскладываться наружу для повышения устойчивости машины при стрельбе или при преодолении препятствий. 
Конструкция предусматривала Два стрелка, слева и справа от основного орудия, и водителя в отсеке за башней

## Наследие
Хотя Burstyn Motogeschütz так и не был построен в своё время, он считается одним из первых проектов танка в истории. По сути, Бёрстин опередил появление танков в Первой мировой войне на несколько лет. Впоследствии, когда боевые действия показали эффективность гусеничной бронетехники, значение ранних концепций, подобных проекту Бёрстина, получило признание в исторической перспективе.
В 1930-х годах в Германии была построена реконструкция модели Burstyn Motogeschütz в качестве исторического экспоната. Впоследствии она была утрачена во время Второй мировой войны.